# جایزه باارزش‌ترین بازیکن فینال‌های ان‌بی‌ای
جایزهٔ باارزش‌ترین بازیکن فینال‌های ان‌بی‌ای بیل راسل (که قبلاً با عنوان جایزهٔ باارزش‌ترین بازیکن فینال‌های ان‌بی‌ای شناخته می‌شد) یکی از جوایز سالانهٔ ان‌بی‌ای است که از فینال‌های ان‌بی‌ای ۱۹۶۹ به فرد برگزیده اهدا می‌شود. هیئتی ۱۱ نفره از اعضای رسانه پس از پایان سری بازی‌های مرحلهٔ پایانی رأی می‌دهند و برندهٔ جایزه را انتخاب می‌کنند. فردی که بیشترین تعداد آرا را به‌دست بیاورد، برندهٔ این جایزه می‌شود. این جایزه در ابتدا یک جام سیاه رنگی بود که در قسمت بالای آن کره‌ای طلایی به شکل توپ بسکتبال وجود داشت که مانند جام قهرمانی لری اوبراین بود؛ تا این‌که در سال ۲۰۰۵ از جام جدیدی رونمایی شد.
این جایزه از زمان آغاز تاکنون ۵۵ بار و به ۳۴ بازیکن اعطا شده است. مایکل جردن با بردن شش بارهٔ این جایزه رکورددار است. لبران جیمز چهار مرتبه و مجیک جانسون، شکیل اونیل و تیم دانکن در دوران فعالیت خود، هرکدام سه بار این جایزه را کسب کرده‌اند. جردن و اونیل تنها بازیکنانی هستند که در سه فصل پیاپی جایزه را از آن خود کرده‌اند (جردن دو بار به این موفقیت دست یافته است). جانسون تنها بازیکن سال اولی و تازه‌واردی است که تا به امروز موفق به دریافت این جایزه شده است، و همچنین وی جوان‌ترین بازیکن برندهٔ این جایزه در سن ۲۰ سالگی است. در سال ۱۹۸۵، کریم عبدالجبار با ۳۸ سال و ۵۴ روز سن، مسن‌ترین برنده این جایزه شد. آندره ایگودالا تنها برنده‌ای است که در تمام بازی‌های سری به عنوان بازیکن شروع‌کننده حاضر نشده است. جری وست، نخستین برندهٔ جایزه (۱۹۶۹)، تنها کسی است که موفق به کسب این جایزه شده در حالی که عضو تیم بازنده بوده است.
ویلیس رید، کریم عبدالجبار، لری برد، حکیم اولاجوان، کوبی برایانت، کووای لنارد و کوین دورانت دو بار این جایزه را از آن خود کرده‌اند. اولاجوان، دورانت، برایانت و جیمز در دو فصل پی در پی این جایزه را از آن خود کرده‌اند. جیمز تنها بازیکنی است که با پیراهن سه تیم مختلف این جایزه را به دست آورده است، و او و لنارد تنها بازیکنانی هستند که در هر دو کنفرانس این جایزه را کسب کرده‌اند. جانسون، موزس مالون، دورانت و لنارد تنها بازیکنانی هستند که در اولین فصل حضورشان در یک تیم، به عنوان ارزشمندترین بازیکن فینال‌ها انتخاب شده‌اند. اولاجوان از نیجریه (که در سال ۱۹۹۳ به تابعیت آمریکا درآمد)، تونی پارکر از فرانسه و دیرک نویتسکی از آلمان، یانیس آنتتوکومپو از یونان، نیکولا یوکیچ از صربستان و شی گلجس-الکساندر از کانادا، تنها بازیکنان خارجی ان‌بی‌ای هستند که موفق به کسب این جایزه شده‌اند. دانکن یک شهروند آمریکایی است اما از نظر ان‌بی‌ای به عنوان یک بازیکن خارجی به‌شمار می‌آید زیرا در یکی از پنجاه ایالت یا واشینگتن دی.سی. متولد نشده است. پارکر، نویتسکی، آنتتوکومپو و یوکیچ تنها برنده‌هایی هستند که کاملاً خارج از آمریکا آموزش دیده‌اند و اولاجوان، دانکن و گلجس-الکساندر در بسکتبال دانشگاهی سابقه بازی دارند. سدریک مکسول تنها برنده جایزه است که شرایط لازم برای ورود به تالار مشاهیر را دارد، اما تاکنون رای نیاورده است.
در ۱۴ فوریه ۲۰۰۹، دیوید استرن، کمیسیونر وقت ان‌بی‌ای در جریان آل-استار ویکند در فینیکس، اعلام کرد که به افتخار بیل راسل، رکورددار قهرمانی در ان‌بی‌ای، این جایزه به «جایزهٔ باارزش‌ترین بازیکن فینال‌های ان‌بی‌ای بیل راسل» تغییر نام یافته است.

## برندگان

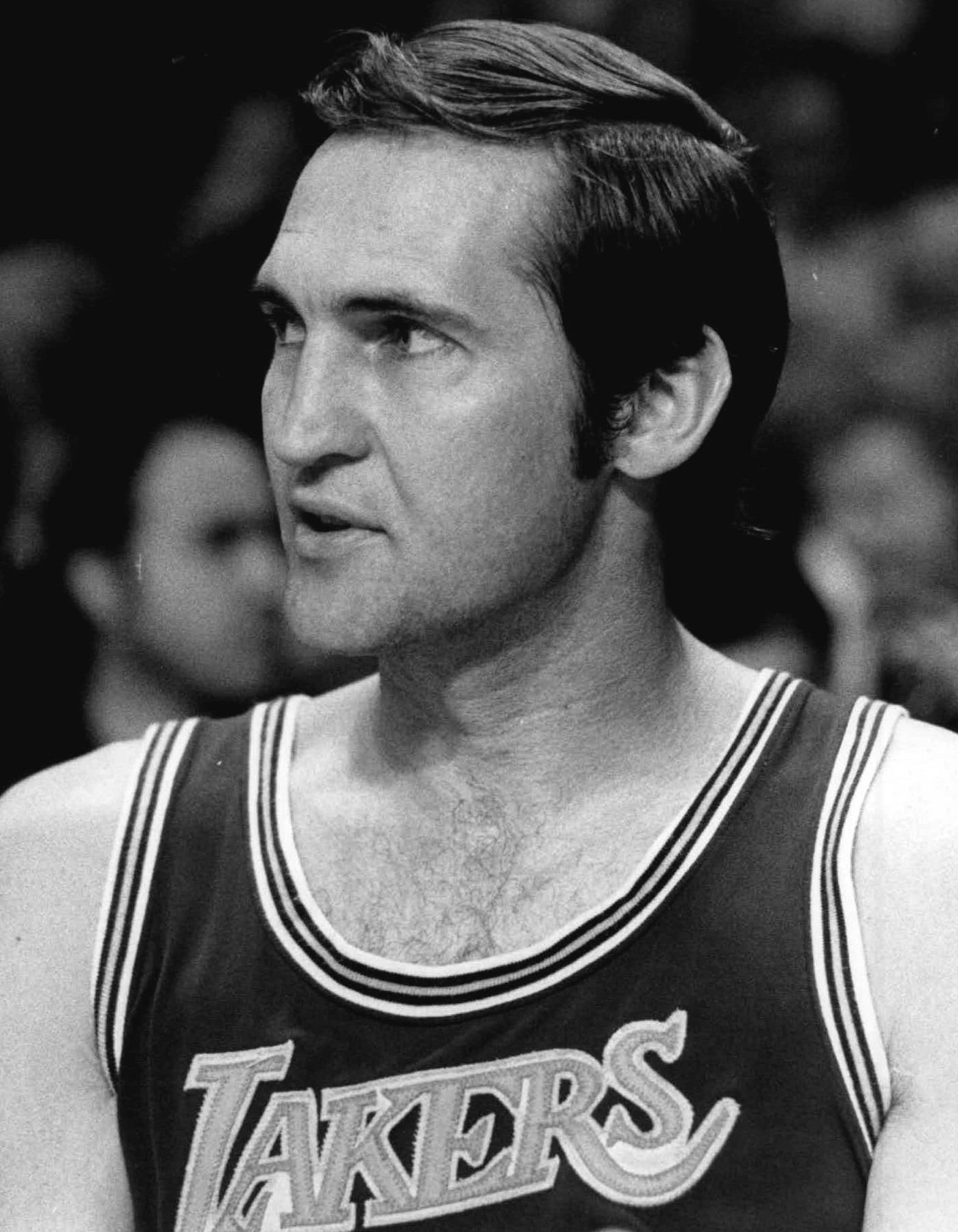
جری وست، نخستین دریافت کنندهٔ جایزه، تنها بازیکنی است که در تیم بازنده بوده و توانسته این جایزه را دریافت کند.

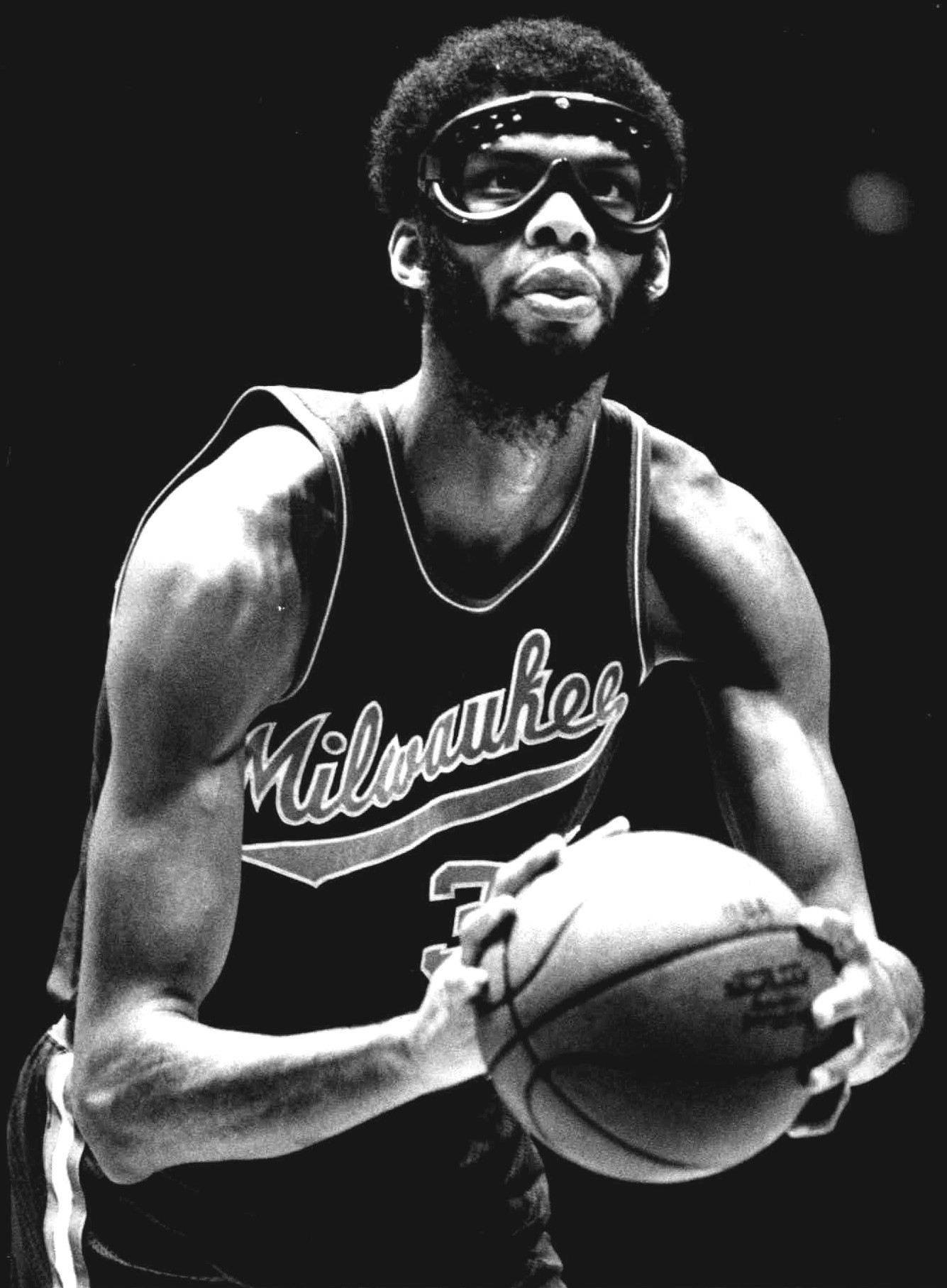
کریم عبدالجبار که دو بار در سال‌های ۱۹۷۱ و ۱۹۸۵ برنده این جایزه شد، رکورد طولانی‌ترین فاصله بین دریافت جوایز را در اختیار دارد.

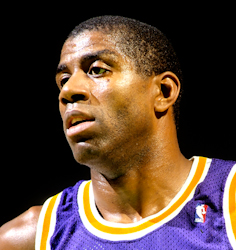
مجیک جانسون تنها بازیکنی است که به عنوان یک تازه‌کار این جایزه را دریافت کرده است.

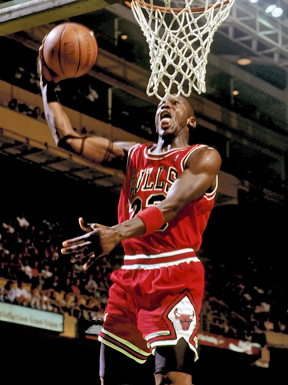
مایکل جردن با ۶ بار رکورددار دریافت جایزه است.

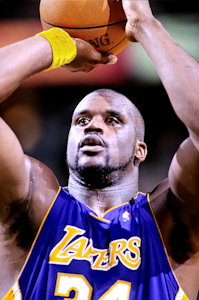
شکیل اونیل در کنار مایکل جردن، تنها بازیکنانی هستند که سه بار پیاپی جایزه را دریافت کرده‌اند.

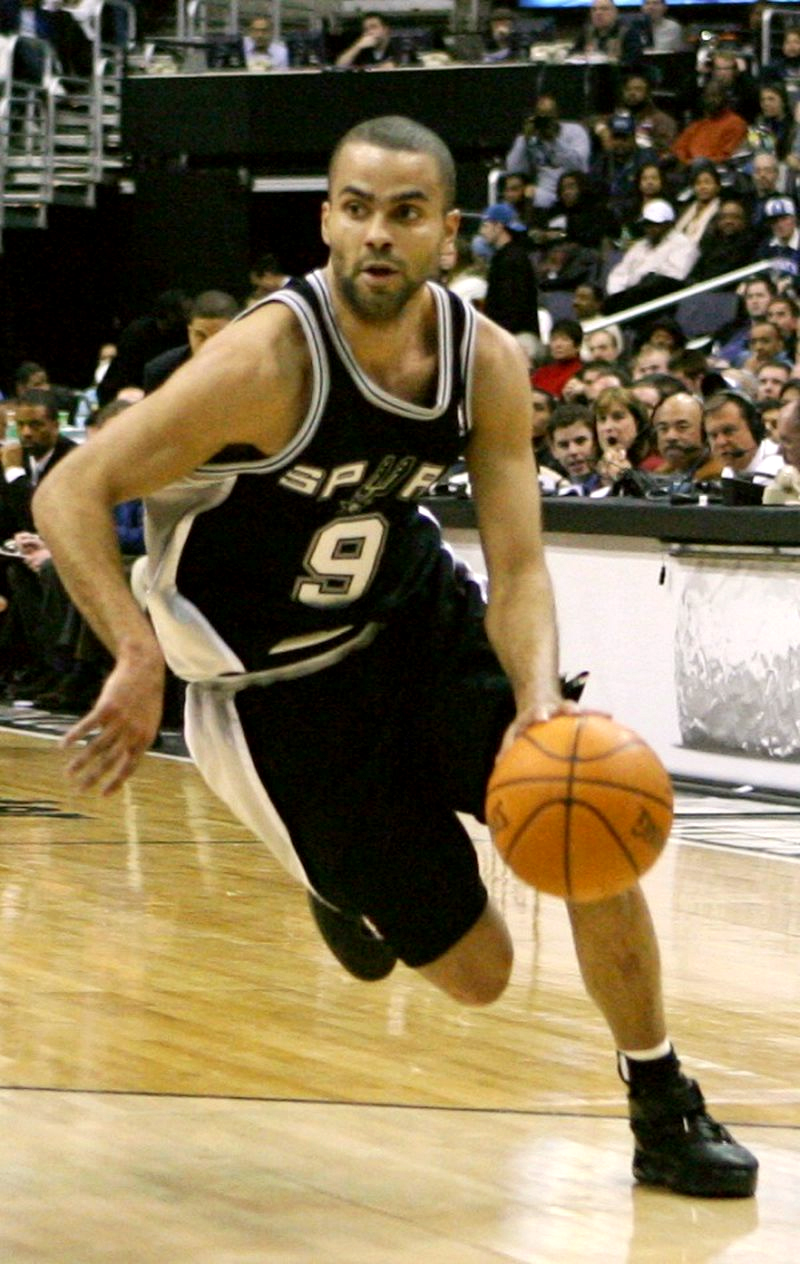
تونی پارکر نخستین بازیکن خارج از ایالات متحده است که این جایزه را دریافت کرده است.

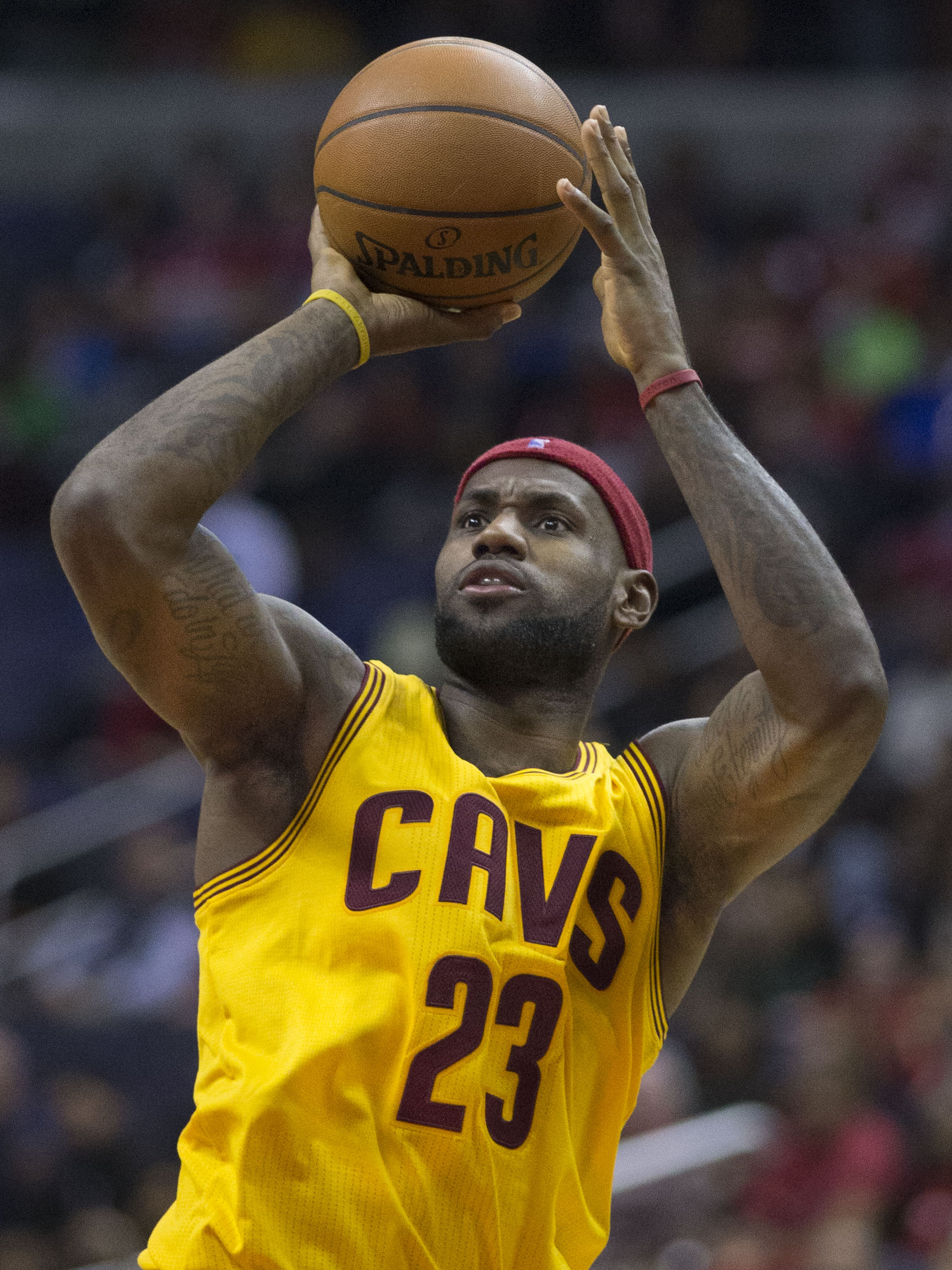
لبران جیمز تنها بازیکنی است که با سه تیم مختلف این جایزه را کسب کرده است.

| ^            | نشان دهندهٔ این است که بازیکن هنوز در ان‌بی‌ای فعالیت می‌کند.                     |
| *            | نشان دهندهٔ این است که بازیکن برای تالار مشاهیر بسکتبال انتخاب شده است.        |
| §            | اولین بار واجد شرایط برای تالار مشاهیر در سال ۲۰۲۶                            |
| §            | نشان دهندهٔ این است که تیم بازیکن در سری فینال‌ها شکست خورده است.               |
| بازیکن (عدد) | تعداد دفعاتی را نشان می‌دهد که بازیکن تا آن زمان جایزه را دریافت کرده است.     |
| تیم (عدد)    | تعداد دفعاتی را نشان می‌دهد که چند بازیکن از این تیم تا آن زمان برنده شده است. |

| سال  | بازیکن             | پست          | ملیت                | تیم                    |
| ---- | ------------------ | ------------ | ------------------- | ---------------------- |
| ۱۹۶۹ | جری وست*           | گارد         | ایالات متحده آمریکا | لس آنجلس لیکرز §       |
| ۱۹۷۰ | ویلیس رید*         | سنتر/فوروارد | ایالات متحده آمریکا | نیویورک نیکس           |
| ۱۹۷۱ | لو آلسیندور*       | سنتر         | ایالات متحده آمریکا | میلواکی باکس           |
| ۱۹۷۲ | ویلت چمبرلین*      | سنتر         | ایالات متحده آمریکا | لس آنجلس لیکرز (۲)     |
| ۱۹۷۳ | ویلیس رید* (۲)     | سنتر/فوروارد | ایالات متحده آمریکا | نیویورک نیکس (۲)       |
| ۱۹۷۴ | جان هاولیچک*       | فوروارد/گارد | ایالات متحده آمریکا | بوستون سلتیکس          |
| ۱۹۷۵ | ریک بری*           | فوروارد      | ایالات متحده آمریکا | گلدن استیت واریرز      |
| ۱۹۷۶ | جو جو وایت*        | گارد         | ایالات متحده آمریکا | بوستون سلتیکس (۲)      |
| ۱۹۷۷ | بیل والتون*        | سنتر         | ایالات متحده آمریکا | پورتلند تریل بلیزرز    |
| ۱۹۷۸ | وس آنسلد*          | سنتر/فوروارد | ایالات متحده آمریکا | واشینگتن بولتز         |
| ۱۹۷۹ | دنیس جانسون*       | گارد         | ایالات متحده آمریکا | سیاتل سوپرسانیکس       |
| ۱۹۸۰ | مجیک جانسون*       | گارد         | ایالات متحده آمریکا | لس آنجلس لیکرز (۳)     |
| ۱۹۸۱ | سدریک مکسول        | فوروارد      | ایالات متحده آمریکا | بوستون سلتیکس (۳)      |
| ۱۹۸۲ | مجیک جانسون* (۲)   | گارد         | ایالات متحده آمریکا | لس آنجلس لیکرز (۴)     |
| ۱۹۸۳ | موزس مالون*        | سنتر         | ایالات متحده آمریکا | فیلادلفیا سونتی‌سیکسرز  |
| ۱۹۸۴ | لری برد*           | فوروارد      | ایالات متحده آمریکا | بوستون سلتیکس (۴)      |
| ۱۹۸۵ | کریم عبدالجبار (۲) | سنتر         | ایالات متحده آمریکا | لس آنجلس لیکرز (۵)     |
| ۱۹۸۶ | لری برد* (۲)       | فوروارد      | ایالات متحده آمریکا | بوستون سلتیکس (۵)      |
| ۱۹۸۷ | مجیک جانسون* (۳)   | گارد         | ایالات متحده آمریکا | لس آنجلس لیکرز (۶)     |
| ۱۹۸۸ | جیمز ورثی*         | فوروارد      | ایالات متحده آمریکا | لس آنجلس لیکرز (۷)     |
| ۱۹۸۹ | جو دومارس*         | گارد         | ایالات متحده آمریکا | دیترویت پیستونز        |
| ۱۹۹۰ | آیزیاه توماس*      | گارد         | ایالات متحده آمریکا | دیترویت پیستونز (۲)    |
| ۱۹۹۱ | مایکل جردن*        | گارد         | ایالات متحده آمریکا | شیکاگو بولز            |
| ۱۹۹۲ | مایکل جردن* (۲)    | گارد         | ایالات متحده آمریکا | شیکاگو بولز (۲)        |
| ۱۹۹۳ | مایکل جردن* (۳)    | گارد         | ایالات متحده آمریکا | شیکاگو بولز (۳)        |
| ۱۹۹۴ | حکیم اولاجوان*     | سنتر         | ایالات متحده آمریکا | هیوستون راکتس          |
| ۱۹۹۵ | حکیم اولاجوان* (۲) | سنتر         | ایالات متحده آمریکا | هیوستون راکتس (۲)      |
| ۱۹۹۶ | مایکل جردن* (۴)    | گارد         | ایالات متحده آمریکا | شیکاگو بولز (۴)        |
| ۱۹۹۷ | مایکل جردن* (۵)    | گارد         | ایالات متحده آمریکا | شیکاگو بولز (۵)        |
| ۱۹۹۸ | مایکل جردن* (۶)    | گارد         | ایالات متحده آمریکا | شیکاگو بولز (۶)        |
| ۱۹۹۹ | تیم دانکن*         | فوروارد/سنتر | ایالات متحده آمریکا | سن آنتونیو اسپرز       |
| ۲۰۰۰ | شکیل اونیل*        | سنتر         | ایالات متحده آمریکا | لس آنجلس لیکرز (۸)     |
| ۲۰۰۱ | شکیل اونیل* (۲)    | سنتر         | ایالات متحده آمریکا | لس آنجلس لیکرز (۹)     |
| ۲۰۰۲ | شکیل اونیل* (۳)    | سنتر         | ایالات متحده آمریکا | لس آنجلس لیکرز (۱۰)    |
| ۲۰۰۳ | تیم دانکن* (۲)     | فوروارد/سنتر | ایالات متحده آمریکا | سن آنتونیو اسپرز (۲)   |
| ۲۰۰۴ | چانسی بیلاپس*      | گارد         | ایالات متحده آمریکا | دیترویت پیستونز (۳)    |
| ۲۰۰۵ | تیم دانکن* (۳)     | فوروارد/سنتر | ایالات متحده آمریکا | سن آنتونیو اسپرز (۳)   |
| ۲۰۰۶ | دوین وید*          | گارد         | ایالات متحده آمریکا | میامی هیت              |
| ۲۰۰۷ | تونی پارکر*        | گارد         | فرانسه              | سن آنتونیو اسپرز (۴)   |
| ۲۰۰۸ | پال پیرس*          | فوروارد      | ایالات متحده آمریکا | بوستون سلتیکس (۶)      |
| ۲۰۰۹ | کوبی برایانت*      | گارد         | ایالات متحده آمریکا | لس آنجلس لیکرز (۱۱)    |
| ۲۰۱۰ | کوبی برایانت* (۲)  | گارد         | ایالات متحده آمریکا | لس آنجلس لیکرز (۱۲)    |
| ۲۰۱۱ | دیرک نویتسکی*      | فوروارد      | آلمان               | دالاس ماوریکس          |
| ۲۰۱۲ | لبران جیمز^        | فوروارد      | ایالات متحده آمریکا | میامی هیت (۲)          |
| ۲۰۱۳ | لبران جیمز^ (۲)    | فوروارد      | ایالات متحده آمریکا | میامی هیت (۳)          |
| ۲۰۱۴ | کووای لنارد^       | فوروارد      | ایالات متحده آمریکا | سن آنتونیو اسپرز (۵)   |
| ۲۰۱۵ | آندره ایگودالا§    | فوروارد/گارد | ایالات متحده آمریکا | گلدن استیت واریرز (۲)  |
| ۲۰۱۶ | لبران جیمز^ (۳)    | فوروارد      | ایالات متحده آمریکا | کلیولند کاوالیرز       |
| ۲۰۱۷ | کوین دورانت^       | فوروارد      | ایالات متحده آمریکا | گلدن استیت واریرز (۳)  |
| ۲۰۱۸ | کوین دورانت^ (۲)   | فوروارد      | ایالات متحده آمریکا | گلدن استیت واریرز (۴)  |
| ۲۰۱۹ | کووای لنارد^ (۲)   | فوروارد      | ایالات متحده آمریکا | تورنتو رپترز           |
| ۲۰۲۰ | لبران جیمز^ (۴)    | فوروارد      | ایالات متحده آمریکا | لس آنجلس لیکرز (۱۳)    |
| ۲۰۲۱ | یانیس آنتتوکومپو^  | فوروارد      | یونان               | میلواکی باکس (۲)       |
| ۲۰۲۲ | استفن کری^         | گارد         | ایالات متحده آمریکا | گلدن استیت واریرز (۵)  |
| ۲۰۲۳ | نیکولا یوکیچ^      | سنتر         | صربستان             | دنور ناگتس             |
| ۲۰۲۴ | جیلن براون^        | فوروارد/گارد | ایالات متحده آمریکا | بوستون سلتیکس (۷)      |
| ۲۰۲۵ | شی گلجس-الکساندر^  | گارد         | کانادا              | اکلاهما سیتی تاندر (۲) |

## برندگان چندباره
| جوایز | بازیکن         | تیم(ها)                                         | سال‌ها                              |
| ----- | -------------- | ----------------------------------------------- | ---------------------------------- |
| ۶     | مایکل جردن     | شیکاگو بولز                                     | ۱۹۹۱، ۱۹۹۲، ۱۹۹۳، ۱۹۹۶، ۱۹۹۷، ۱۹۹۸ |
| ۴     | لبران جیمز     | میامی هیت (۲)، کلیولند کاوالیرز، لس آنجلس لیکرز | ۲۰۱۲، ۲۰۱۳، ۲۰۱۶، ۲۰۲۰             |
| ۳     | مجیک جانسون    | لس آنجلس لیکرز                                  | ۱۹۸۰، ۱۹۸۲، ۱۹۸۷                   |
| ۳     | شکیل اونیل     | لس آنجلس لیکرز                                  | ۲۰۰۰، ۲۰۰۱، ۲۰۰۲                   |
| ۳     | تیم دانکن      | سن آنتونیو اسپرز                                | ۱۹۹۹، ۲۰۰۳، ۲۰۰۵                   |
| ۲     | ویلیس رید      | نیویورک نیکس                                    | ۱۹۷۰، ۱۹۷۳                         |
| ۲     | کریم عبدالجبار | میلواکی باکس، لس آنجلس لیکرز                    | ۱۹۷۱، ۱۹۸۵                         |
| ۲     | لری برد        | بوستون سلتیکس                                   | ۱۹۸۴، ۱۹۸۶                         |
| ۲     | حکیم اولاجوان  | هیوستون راکتس                                   | ۱۹۹۴، ۱۹۹۵                         |
| ۲     | کوبی برایانت   | لس آنجلس لیکرز                                  | ۲۰۰۹، ۲۰۱۰                         |
| ۲     | کوین دورانت    | گلدن استیت واریرز                               | ۲۰۱۷، ۲۰۱۸                         |
| ۲     | کووای لنارد    | سن آنتونیو اسپرز، تورنتو رپترز                  | ۲۰۱۴، ۲۰۱۹                         |

## بر پایه تیم
| جوایز | تیم                   | سال                                                                          |
| ----- | --------------------- | ---------------------------------------------------------------------------- |
| ۱۳    | لس آنجلس لیکرز        | ۱۹۶۹، ۱۹۷۲، ۱۹۸۰، ۱۹۸۲، ۱۹۸۵، ۱۹۸۷، ۱۹۸۸، ۲۰۰۰، ۲۰۰۱، ۲۰۰۲، ۲۰۰۹، ۲۰۱۰، ۲۰۲۰ |
| ۷     | بوستون سلتیکس         | ۱۹۷۴، ۱۹۷۶، ۱۹۸۱، ۱۹۸۴، ۱۹۸۶، ۲۰۰۸، ۲۰۲۴                                     |
| ۶     | شیکاگو بولز           | ۱۹۹۱، ۱۹۹۲، ۱۹۹۳، ۱۹۹۶، ۱۹۹۷، ۱۹۹۸                                           |
| ۵     | سن آنتونیو اسپرز      | ۱۹۹۹، ۲۰۰۳، ۲۰۰۵، ۲۰۰۷، ۲۰۱۴                                                 |
| ۵     | گلدن استیت واریرز     | ۱۹۷۵، ۲۰۱۵، ۲۰۱۷، ۲۰۱۸، ۲۰۲۲                                                 |
| ۳     | دیترویت پیستونز       | ۱۹۸۹، ۱۹۹۰، ۲۰۰۴                                                             |
| ۳     | میامی هیت             | ۲۰۰۶، ۲۰۱۲، ۲۰۱۳                                                             |
| ۲     | نیویورک نیکس          | ۱۹۷۰، ۱۹۷۳                                                                   |
| ۲     | هیوستون راکتس         | ۱۹۹۴، ۱۹۹۵                                                                   |
| ۲     | میلواکی باکس          | ۱۹۷۱، ۲۰۲۱                                                                   |
| ۲     | اکلاهما سیتی تاندر    | ۱۹۷۹، ۲۰۲۵                                                                   |
| ۱     | پورتلند تریل بلیزرز   | ۱۹۷۷                                                                         |
| ۱     | واشینگتن بولتز        | ۱۹۷۸                                                                         |
| ۱     | فیلادلفیا سونتی‌سیکسرز | ۱۹۸۳                                                                         |
| ۱     | دالاس ماوریکس         | ۲۰۱۱                                                                         |
| ۱     | کلیولند کاوالیرز      | ۲۰۱۶                                                                         |
| ۱     | تورنتو رپترز          | ۲۰۱۹                                                                         |
| ۱     | دنور ناگتس            | ۲۰۲۳                                                                         |
| ۰     | آتلانتا هاوکس         | –                                                                            |
| ۰     | بروکلین نتس           | –                                                                            |
| ۰     | شارلوت هورنتس         | –                                                                            |
| ۰     | ایندیانا پیسرز        | –                                                                            |
| ۰     | لس آنجلس کلیپرز       | –                                                                            |
| ۰     | ممفیس گریزلیز         | –                                                                            |
| ۰     | مینه‌سوتا تیمبرولوز    | –                                                                            |
| ۰     | نیو اورلینز پلیکانز   | –                                                                            |
| ۰     | اورلندو مجیک          | –                                                                            |
| ۰     | فینیکس سانز           | –                                                                            |
| ۰     | ساکرامنتو کینگز       | –                                                                            |
| ۰     | یوتا جاز              | –                                                                            |

1. ↑  شامل آمار سیاتل سوپرسانیکس